# 小泉進次郎
小泉進次郎（日语：／ Koizumi Shinjirō，1981年4月14日—），日本自由民主黨籍政治人物，出生於神奈川縣橫須賀市。现任農林水產大臣，曾任環境大臣兼內閣府特命擔當大臣（原子能防災擔當），從2009年至今連續當選5屆眾議院議員。
小泉進次郎歷任內閣府大臣政務官兼復興大臣政務官、自民黨青年局長、自民黨農林部會長、自民黨筆頭副幹事長、自民黨厚生勞動部會長等職務。其父親是第87至89代內閣總理大臣小泉純一郎，兄長是演員小泉孝太郎，妻子則是播音員瀧川克里斯特爾。
2020年1月15日，小泉進次郎表示將於小孩出生後三個月內請兩週育嬰假，但考慮到不影響政務推動，會以分散請假方式進行，且仍會親自出席內閣會議及國會質詢。他希望藉此改變職場氛圍，使公務員能勇於請育嬰假協助育嬰。
2024年9月6日，小泉進次郎參選2024年自由民主黨總裁選舉。9月8日，日本前首相菅義偉表態支持小泉進次郎成為自民黨總裁。最終小泉在9月27日選舉當天的第一輪投票中，以得票率16.6%，排名第三的成績落選。

## 年表紀事
- 1981年（昭和56年） 4月 -出生於神奈川縣橫須賀市。
- 1988年（昭和63年） 4月 -就讀關東學院附屬關東學院六浦小學。
- 2004年（平成16年） 3月 -從關東學院大學經濟學部畢業。
- 2006年（平成18年）
  - 5月 -完成哥倫比亞大學進修政治學碩士課程。
  - 6月 -成為战略与国际研究中心（CSIS）非常勤研究員。
- 2007年（平成19年）9月 - 擔任時任眾議員的父親·小泉純一郎的私人秘書。
- 2008年（平成20年）9月 - 小泉純一郎宣布引退政壇發言後，成為父親在政壇的繼任者。
- 2009年（平成21年）8月 - 參選「第45屆眾議院議員選舉」神奈川縣第11選區候選人，首次當選[6][7]。
- 2012年（平成24年）12月 - 參選「第46屆眾議院議員選舉」神奈川縣第11選區候選人，再度當選。
- 2013年（平成24年）9月30日 - 從自民黨青年局局長退任之後，就任内閣府大臣政務官兼復興大臣政務官，負責東日本大地震災後重建工作。
- 2014年（平成26年）12月 - 參選「第47屆眾議院議員選舉」神奈川縣第11選區候選人，當選。
- 2017年（平成29年）10月 - 參選「第48屆眾議院議員選舉」神奈川縣第11選區候選人，當選。
- 2019年（令和元年）8月7日 - 宣佈和自由播音員瀧川克里斯特爾結婚[3]。
- 2019年（令和元年）9月11日 - 擔任第4次安倍第2次改造内閣的環境大臣[7]。
- 2020年（令和2年）1月17日 - 其妻瀧川克里斯特爾誕下一名男嬰[8][9][10]。
- 2021年（令和3年）10月 - 參選「第49屆眾議院議員選舉」神奈川縣第11選區候選人，當選。
- 2023年（令和5年）11月20日 - 其妻瀧川克里斯特爾誕下一名女嬰。
- 2024年（令和6年）9月6日 - 宣佈參選自民黨總裁選舉，最終落敗[5][11][12][13][14]。
- 2025年（令和7年）5月21日 - 時任農林水產大臣江藤拓（日语：江藤拓）因正值米荒之際吹噓自己「從不買米，且家中存米多到可以出售」的不當言論而請辭[15][16][17][18][19]。同日石破茂宣布任命小泉進次郎接任農林水產大臣[20][21][22][23][24]。

## 軼事
小泉進次郎因為經常在發言時使用獨特、令人難以理解的表達方式，尤其是重複相同意義的詞彙，令人感覺內容空洞，這種句式被日本民間戲稱為「小泉構文」或「進次郎構文」。

## 外部連結
- 小泉進次郎官方網站 （页面存档备份，存于）（日語）
- 小泉進次郎的Facebook專頁
- 小泉進次郎的Facebook專頁
- 小泉進次郎的Ameba部落格（日語）
- YouTube上的【自民党ネットCM】いちばん!（小泉進次郎篇）30秒・LDPChannel

| 官衔                                                                  | 官衔                             | 官衔 |
| --------------------------------------------------------------------- | -------------------------------- | --- |
| 前任： 龜岡偉民、山際大志郎、 島尻安伊子、北村茂男、 平將明、秋野公造 | 內閣府大臣政務官 2013年—2015年   | 繼任： 牧島かれん、酒井庸行、 高木宏壽、古賀篤、 田所嘉德、豐田真由子、 星野剛士、津島淳、 白石徹、藤丸敏 |
| 前任： 龜岡偉民、島尻安伊子、 坂井學、長島忠美、 德田毅               | 復興大臣政務官 2013年—2015年     | 繼任： 高木宏壽、豐田真由子、 星野剛士                                                                    |
| 政党职务                                                              |                                  | |
| 前任： 西村康稔                                                       | 自由民主黨筆頭副幹事長 2017年—   | 繼任： （現職）                                                                                           |
| 前任： 古川禎久                                                       | 自由民主黨青年局長 2011年—2013年 | 繼任： 松本洋平                                                                                           |